# Vigdis Viland

Un dessin héraldique par Vigdis Viland.

Vigdis Viland est un peintre héraldiste norvégien contemporain.

## Biographie
Vigdis Viland est l'auteur officiel de nombreux blasons de communes, communautés, sociétés et familles en Norvège.